# Gianfranco Campigotto
Gianfranco Campigotto (* 2. August 1933 in Scorzè) ist ein italienischer Dokumentarfilmer und Fernsehregisseur.

## Leben
Der Dokumentarist Campigotto arbeitete als Regieassistent von Ermanno Olmi und Tinto Brass bereits in den 1960er Jahren erstmals für das Kino. Im folgenden Jahrzehnt war er mit Arbeiten für Fernsehsendungen wie Giallo vero oder 30 anni dopo beschäftigt; darunter ein Film über die Italienische Sozialrepublik. Seinen einzigen Film als Spielfilm-Regisseur drehte er 1982 nach eigenem Stoff; das städtische Drama Erba selvatica, wurde zwar für Szenenführung und Schnitt gelobt, blieb jedoch praktisch unbemerkt.

## Filmografie
- 1982: Erba selvatica